# Шевелёва, Наталья Александровна
Ната́лья Алекса́ндровна Шевелёва (род. 19 февраля 1957, Тюкалинск, Омская область) — советский и российский юрист, заведующая кафедрой административного и финансового права СПбГУ, профессор СПбГУ. Доктор юридических наук, профессор, член трёх диссертационных советов при СПбГУ, член Высшей квалификационной коллегии судей Российской Федерации (ВККС) – представитель общественности.

## Биография
Родилась 19 февраля 1957 года в городе Тюкалинск Омской области.
В 1979 году окончила юридический факультет Омского государственного университета, работала ассистентом кафедры теории и истории государства и права. С сентября того же года приступила к работе на юридическом факультете Ленинградского государственного университета им. А. А. Жданова в качестве стажёра — исследователя.
В 1984 году защитила кандидатскую диссертацию «Правовая информация в деятельности местных Советов народных депутатов». Впоследствии преподавала право в Институте повышения квалификации работников профтехобразования, работала в ЦНПО «Ленинец».
В 1989 году Н. А. Шевелёва вернулась на кафедру государственного и административного права юридического факультета ЛГУ в качестве ассистента кафедры, впоследствии став старшим преподавателем и доцентом.
В 1996 году назначена заместителем декана по учебной работе, с 2002 года — начальником учебного управления. С сентября 2003 года Н. А. Шевелёва исполняла обязанности заведующей кафедрой государственного и административного права. В апреле 2005 года Н. А. Шевелёва защитила докторскую диссертацию «Бюджетная система России: проблемы правового регулирования в период интенсивных реформ».
С 2005 года является профессором кафедры государственного и административного права. С февраля 2007 года стала заведующей кафедрой государственного и административного права. Н. А. Шевелёва активно читает лекции, принимает участие в дополнительных образовательных программах, является бессменным лектором Школы налоговых поверенных. С 10 июля 2010 года исполняла обязанности декана юридического факультета СПбГУ после освобождения от должности декана юрфака ректора СПбГУ Н. М. Кропачева. С 27 декабря 2010 года по 2015 год была деканом юридического факультета СПбГУ. В настоящее время — профессор и заведующая кафедрой административного и финансового права СПбГУ; заместитель председателя экспертного совета ВАК РФ по праву.
В марте 2022 года подписала обращение сотрудников СПбГУ в поддержку российского вторжения в Украину.

## Награды
- Медаль ордена «За заслуги перед Отечеством» II степени (18 сентября 2024 года) — за заслуги в научно-педагогической деятельности, подготовке высококвалифицированных специалистов и многолетнюю добросовестную работу[4]